# District de Sarreguemines
1790–1795
Entités précédentes :
- Bailliage de Sarreguemines

Entités suivantes :
- Arrondissement de Sarreguemines

Le district de Sarreguemines est une ancienne division territoriale française du département de la Moselle de 1790 à 1795.
Il était composé des cantons de Sarreguemines, Forbach, Helimer, Putlange, Saint Avold et Sarrealbe.